# Exodus (amerykański zespół muzyczny)
Exodus – amerykańska grupa muzyczna wykonująca thrash metal. Powstała w Richmond w Kalifornii w 1979 roku, zespół z przerwami funkcjonuje do dziś.

## Muzycy
| Obecny skład zespołu - Rob Dukes - wokal (2005 -2014, od 2025) - Gary Holt – gitara (1980–1993, 1997–1998, od 2001) - Lee Altus – gitara (od 2005) - Jack Gibson – gitara basowa (1997–1998, od 2001) - Tom Hunting – perkusja (1980–1989, 1997–1998, 2001–2004, od 2007) Muzycy koncertowi - Kragen Lum – gitara (2013, od 2015) - Perry Strickland – perkusja (1989) - Gannon Hall – perkusja (1993) - Chris Kontos – perkusja (1993) - Matt Harvey – wokal (2004) - Steev Esquivel – śpiew (2004) - Nicholas Barker – perkusja (2009) - Rick Hunolt – gitara (2012–2013) |  | Byli członkowie - Paul Baloff (zmarły) – wokal (1982–1986, 1997–1998, 2001–2002) - Rob Dukes – wokal (2005–2014, od 2025) - Rick Hunolt – gitara (1983–1993, 1997–1998, 2001–2005) - Jeff Andrews – gitara basowa (1980–1983) - Rob McKillop – gitara basowa (1983–1991) - Michael Butler – gitara basowa (1992–1993) - John Tempesta – perkusja (1989–1993) - Paul Bostaph – perkusja (2005–2007) - Kirk Hammett – gitara (1980–1983) - Evan McCaskey (zmarły) – gitara (1983) - Mike Maung – gitara (1983) - Keith Stewart – śpiew (1980–1981) |

## Historia
Grupa powstała w Richmond w Kalifornii w 1979 roku z inicjatywy Toma Huntinga (instrumenty perkusyjne, wokal) oraz Kirka Hammetta (gitara elektryczna). Pierwszy skład zespołu uzupełnił Geoff Andrews (gitara basowa), później dołączyli Paul Baloff (śpiew) i Gary Holt (gitara elektryczna). W 1983 roku na rzecz grupy Metallica zespół opuszcza Kirk Hammett wkrótce zastąpiony przez Ricka Hunolta (gitara elektryczna) z którym to zespół zrealizował debiutancki album pt. „Bonded By Blood” wydany z ponad rocznym opóźnieniem w 1985 roku, doceniony zarówno przez krytykę, jak i fanów grupy. W 1986 roku w wyniku nieporozumień grupę opuszcza Paul Baloff. Zastąpiony przez występującego w grupie Legacy (później pod nazwą Testament) Steve’a Souzę. Wydany w 1987 roku album pt. „Pleasures Of The Flesh” nie zyskał jednak uznania. Kolejne albumy grupy okazały się jednak sukcesem „Fabulous Disaster” (1989), „Impact Is Imminent” (1990), „Force Of Habit” (1992) cieszyły się duża popularnością, samą grupę zaś zyskała uznanie w środowisku thrashmetalowym. W 1992 roku wraz z odejściem z zespołu Steve’a Souzy grupa zawiesza działalność. W roku 2001 zespół reaktywuje się.
Przed nagraniem Shovel Headed Kill Machine zespół opuszcza trzech członków. Steve Souza został usunięty z zespołu, natomiast Rick Hunolt i Tom Hunting odeszli podając jako powody chęć poświęcenia się rodzinie oraz problemy ze zdrowiem. Płyta ostatecznie została nagrana w składzie uzupełnionym o gitarzystę Lee Altusa występującego wcześniej w Heathen, perkusistę Paula Bostapha oraz Roba Dukesa, byłego technicznego zespołu, który objął pozycję wokalisty.
W marcu 2007 zespół ogłosił powrót do składu Toma Huntinga. Z Exodusem w przyjacielskiej atmosferze pożegnał się Bostaph.
W czerwcu 2014 zespół ogłosił rozstanie z wokalistą Robem Dukesem i powrót poprzedniego wokalisty Steve’a „Zetro” Souzy.

## Dyskografia

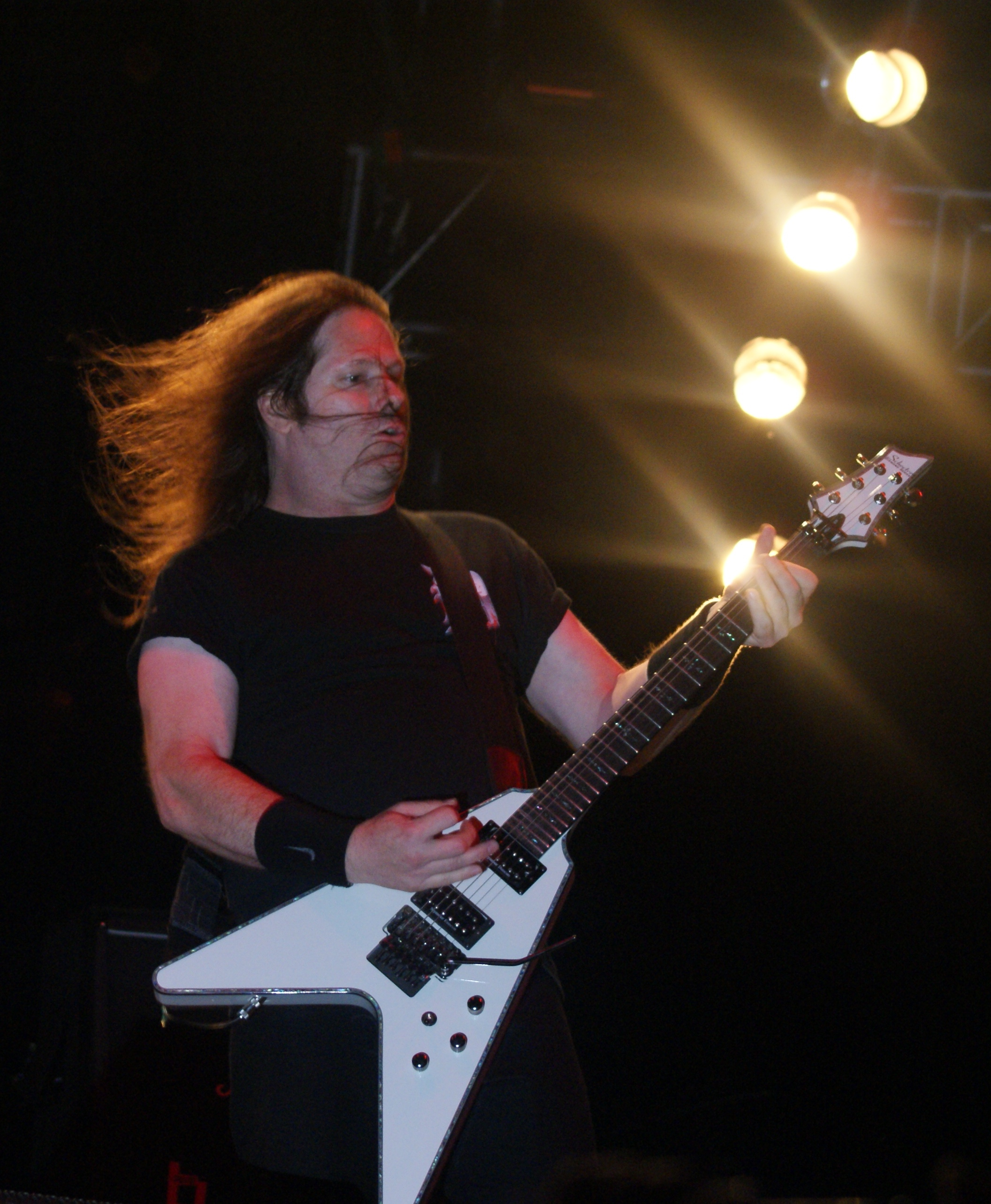
Gary Holt podczas koncertu 10 października 2009

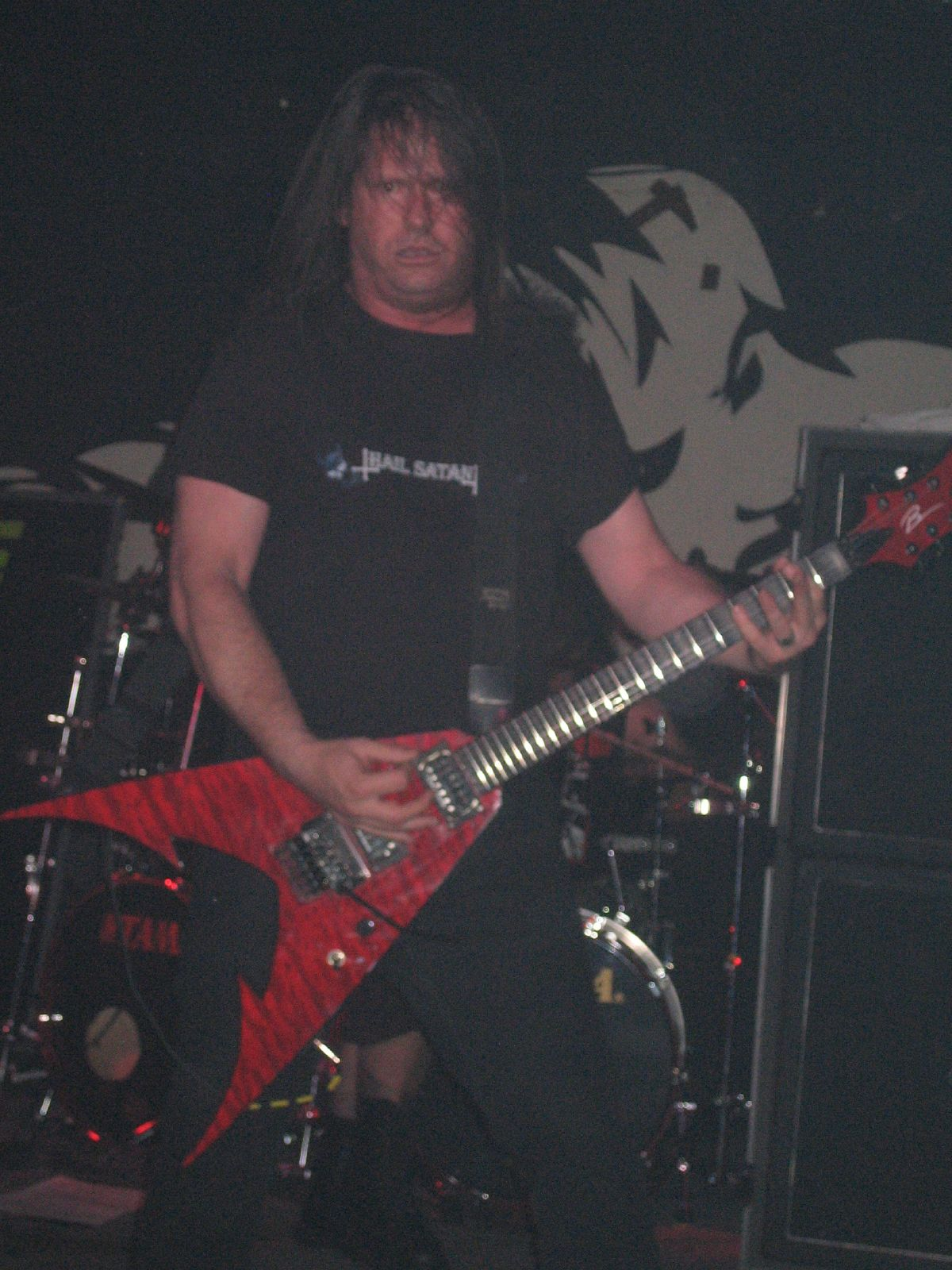
Gary Holt podczas koncertu 27 października 2005

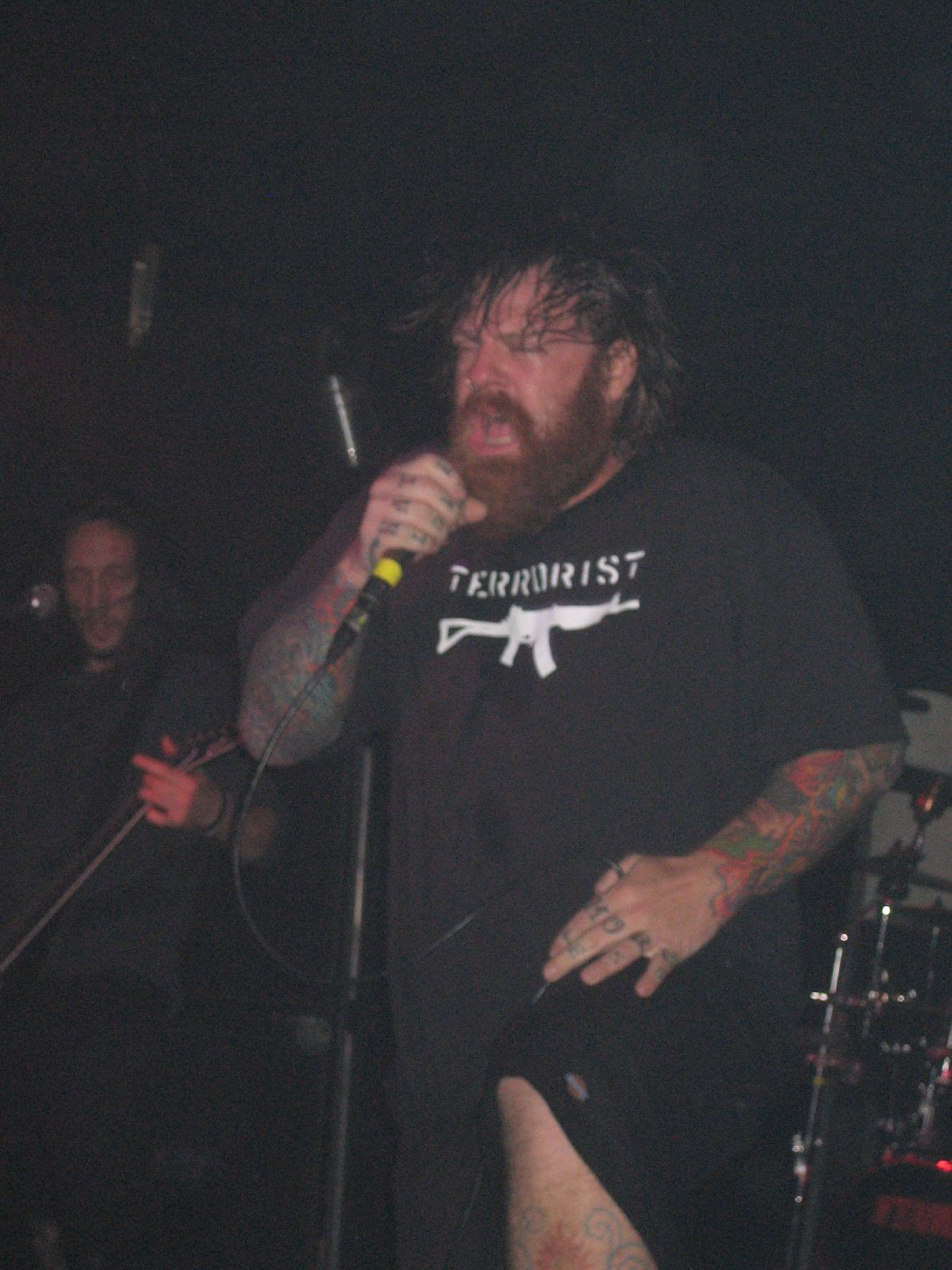
Lee Altus i Rob Dukes podczas koncertu 27 października 2005

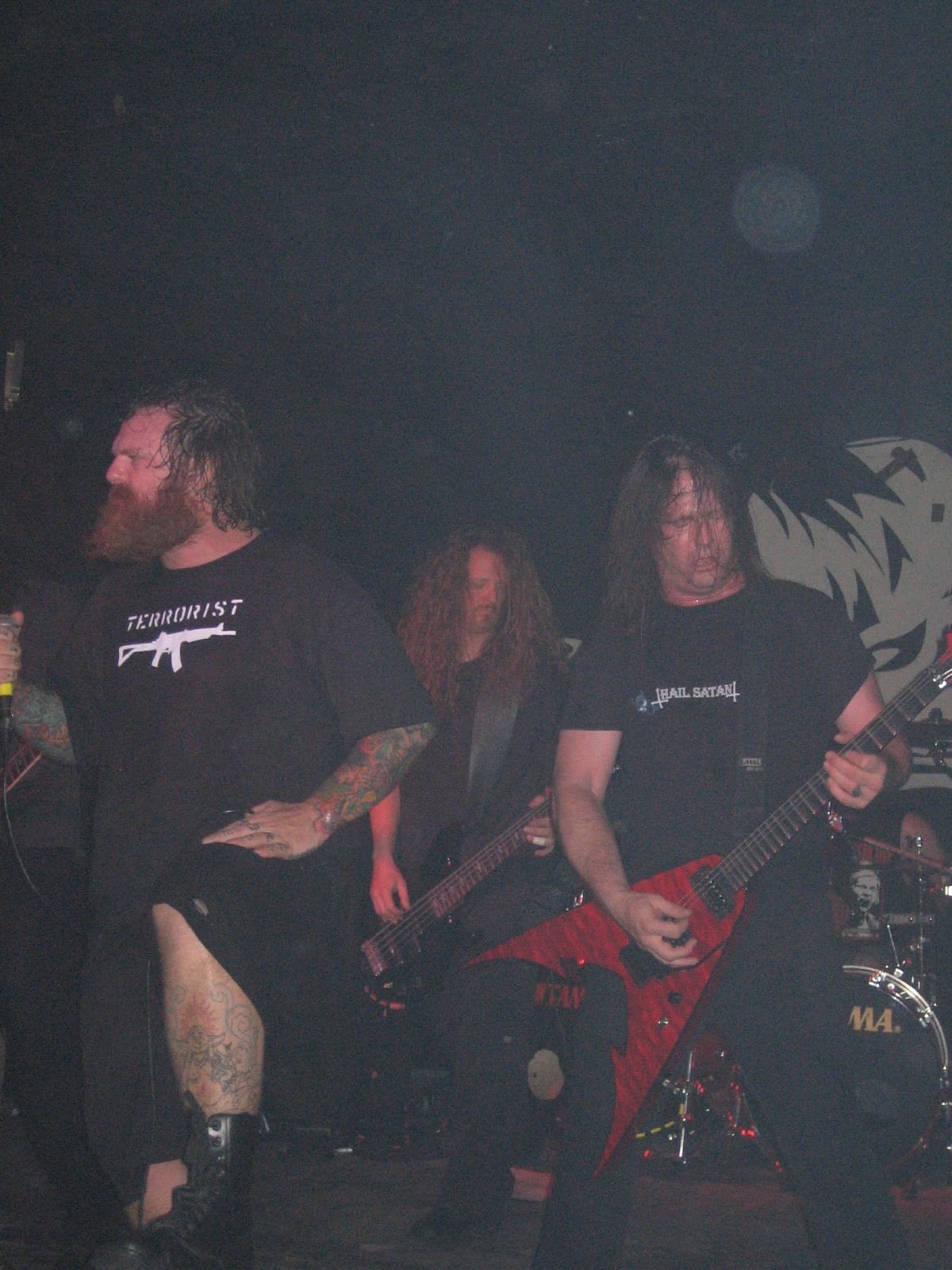
Rob Dukes, Jack Gibson i Gary Holt podczas koncertu 27 października 2005

### Albumy studyjne
| Rok                            | Tytuł                                                                                      | Pozycja na liście | Pozycja na liście | Pozycja na liście | Pozycja na liście | Pozycja na liście | Pozycja na liście | Sprzedaż          |
| Rok                            | Tytuł                                                                                      | USA               | USA Ind.          | AUT               | FIN               | DEU               | CHE               | Sprzedaż          |
| ------------------------------ | ------------------------------------------------------------------------------------------ | ----------------- | ----------------- | ----------------- | ----------------- | ----------------- | ----------------- | ----------------- |
| 1985                           | Bonded by Blood - Data: 25 kwietnia 1985 - Wydawca: Torrid, Combat Records                 | –                 | –                 | –                 | –                 | –                 | –                 |                   |
| 1987                           | Pleasures of the Flesh - Data: 7 października 1987 - Wydawca: Combat Records               | 82                | –                 | –                 | –                 | –                 | –                 |                   |
| 1988                           | Fabulous Disaster - Data: 30 listopada 1988 - Wydawca: Combat Records                      | 82                | –                 | –                 | –                 | –                 | –                 |                   |
| 1990                           | Impact Is Imminent - Data: 21 czerwca 1990 - Wydawca: Capitol Records                      | 137               | –                 | –                 | –                 | –                 | –                 |                   |
| 1992                           | Force of Habit - Data: 17 sierpnia 1992 - Wydawca: Capitol Records                         | –                 | –                 | –                 | –                 | –                 | –                 |                   |
| 2004                           | Tempo of the Damned - Data: 2 lutego 2004 - Wydawca: Nuclear Blast                         | –                 | 47                | –                 | –                 | 67                | –                 | - USA: 14,3 tys.+ |
| 2005                           | Shovel Headed Kill Machine - Data: 4 października 2005 - Wydawca: Nuclear Blast            | –                 | 41                | –                 | –                 | –                 | –                 | - USA: 3,0 tys.+  |
| 2007                           | The Atrocity Exhibition... Exhibit A - Data: 23 października 2007 - Wydawca: Nuclear Blast | –                 | –                 | –                 | –                 | 74                | –                 | - USA: 3,6 tys.+  |
| 2010                           | Exhibit B: The Human Condition - Data: 7 maja 2010 - Wydawca: Nuclear Blast                | 114               | –                 | 49                | 50                | 32                | 53                | - USA: 4,6 tys.+  |
| 2014                           | Blood In, Blood Out - Data: 7 października 2014 - Wydawca: Nuclear Blast                   | 38                | 6                 | 38                | 30                | 29                | 30                | - USA: 8,8 tys.+  |
| 2021                           | Persona Non Grata - Data: 19 listopada 2021 - Wydawca: Nuclear Blast                       |                   |                   |                   |                   |                   |                   |                   |
| „–” pozycja nie była notowana. |                                                                                            |                   |                   |                   |                   |                   |                   |                   |

### Albumy koncertowe
| Rok  | Tytuł                                                                            |
| ---- | -------------------------------------------------------------------------------- |
| 1991 | Good Friendly Violent Fun - Data: 1991 - Wydawca: Combat Records                 |
| 1997 | Another Lesson in Violence - Data: 8 lipca 1997 - Wydawca: Century Media Records |
| 2005 | Live at the DNA 2004 - Data: 1 stycznia 2005 - Wydawca: Nuclear Blast            |

### Kompilacje
| Rok  | Tytuł                                                                     |
| ---- | ------------------------------------------------------------------------- |
| 1992 | Lessons in Violence - Data: 9 czerwca 1992 - Wydawca: Relativity Records  |
| 2008 | Let There Be Blood - Data: 28 października 2008 - Wydawca: Zaentz Records |

### Dema
| Rok  | Tytuł                                                                           |
| ---- | ------------------------------------------------------------------------------- |
| 1982 | 1982 Demo - Data: 1982 - Wydawca: wydanie własne                                |
| 1983 | Die By His Hand - Data: 1983 - Wydawca: wydanie własne                          |
| 1983 | 1983 rehearsal semi-official demo - Data: lipiec 1983 - Wydawca: wydanie własne |
| 1984 | A Lesson in Violence - Data: 1984 - Wydawca: wydanie własne                     |
| 1984 | Turk Street - Data: 1984 - Wydawca: wydanie własne                              |
| 1986 | Pleasures of the Flesh - Data: 1986 - Wydawca: wydanie własne                   |

## Wideografia
| Rok  | Tytuł |
| ---- | --- |
| 2005 | Live at the DNA - Data: 17 marca 2005 - Wydawca: wydanie własne - Format: DVD                                                          |
| 2007 | Double Live Dynamo! - Data: 3 listopada 2007 - Wydawca: Zaentz Records - Format: DVD                                                   |
| 2010 | Shovel Headed Tour Machine: Live At Wacken & Other Assorted Atrocities - Data: 15 stycznia 2010 - Wydawca: Nuclear Blast - Format: DVD |